# Dinizia excelsa
Dinizia excelsa — вид квіткових рослин родини бобових (Fabaceae).

## Поширення
Вид поширений в басейні Амазонки на північному сході Бразилії, Суринамі та в Гаяні.

## Рекорд
У 2019 році у муніципалітеті Алмейрін штаті Пара виявлено дерево Dinizia excelsa заввишки 88 метрів, діаметром стовбура 5,5 м. Його вік становить близько 400 років. На цей час воно проголошено найвищим деревом Амазонії.